# Toma de Juanjuí de 1987
La primera toma de Juanjuí fue acto perpetrado por el Movimiento Revolucionario Túpac Amaru (MRTA) que consistió en la toma de la ciudad de Juanjuí, capital de la provincia de Mariscal Cáceres, en el departamento de San Martín, como parte de una campaña subversiva en el Frente Nororiental el 6 de noviembre de 1987. La toma fue dirigida por Víctor Polay Campos, líder del MRTA.
Luego de la toma de Juanjuí y de San José de Sisa, el gobierno de Alan García Pérez declaró en estado de emergencia al departamento de San Martín. En 1991, los emerretistas volverían a tomar la ciudad. 

## Antecedentes

### Campaña del MRTA
El 8 de octubre de 1987 miembros del MRTA atacan la ciudad de Tabalosos como parte de la Campaña “El Che Vive”, una campaña por el aniversario de la muerte del Che Guevara en Bolivia. Los emerretistas, en Tabalosos, atacaron el puesto policial y sometieron a “juicios” a las autoridades. Luego, avanzaron contra la ciudad de Soritor donde, en un enfrentamiento, resultó muerto un policía. Con estas acciones, el MRTA buscaba obtener prestigio y atención aunque no lo lograba.
Luego de atacar Soritor, el Comité Ejecutivo Nacional del MRTA se reunió para evaluar la situación política y “desplegar todas las fuerzas, de jugársela íntegramente con el objetivo de conmocionar al país” y obtener el impacto suficiente. En dicha reunión, se define el ataque a la ciudad de Juanjuí y se decidió que si el ataque a Juanjuí no tenía la repercusión que buscaban iban a atacar la ciudad de Tarapoto. La campaña fue llamada "Túpac Amaru Libertador".

## Acontecimientos
El 6 de noviembre de 1987, una columna del MRTA toma la ciudad de Juanjuí. El ataque se realizó a las cuatro de la mañana. En el ataque resultaron muertos algunos policías y tomaron las casas como trincheras sin desalojar a los habitantes de las mismas. Se registró 9 heridos, entre ellos 3 civiles. Los emerretistas procedieron a realizar “juicios populares”, robaron las libretas electorales tras atacar al notario encargado y robaron el armamento de las fuerzas policiales. Además, incendiaron las patrullas, quemaron los registros policiales y civiles,  ocuparon el aeropuerto e incitaron a la población, mediante megáfonos, a atacar la comisaría. Permanecieron en Juanjuí hasta las 9 de la mañana cuando se retiraron en camionetas al confundir el sonido de motos con helicópteros. Testigos reportaron que los emerretistas estaban acompañados de personas que tomaban fotografías y videos, además de estar liderados por una personas con acento centroamericano o cubano.
Luego del ataque a Juanjuí, los subversivos se dirigieron al poblado de San José de Sisa, ocupándolo sin resistencia mientras los policías se iban del poblado rumbo a Tarapoto. Otro grupo de emerretistas atacó la planta eléctrica de Rioja ocasionando un apagón. En San José de Sisa, los emerretistas mostraron las armas tomadas en Juanjuí, ocuparon el colegio, organizaron programas de adoctrinamiento, izaron la bandera del MRTA, quemaron los archivos policiales y fueron entrevistados por un grupo de periodistas que llegaron al lugar. Uno de los entrevistados fue Víctor Polay Campos, líder del MRTA. Los emerretistas definieron el ataque a Juanjuí como un éxito.  Posteriormente, huyeron del lugar tras obligar a alrededor de 30 jóvenes a incorporarse al grupo subversivo. El gobierno peruano, dirigido por Alan García, declaró el estado de emergencia el departamento de San Martín y envió un contingente en persecución de los terroristas. El 9 de diciembre, el MRTA dio por finalizada la campaña subversiva evaluando de forma positiva los acontecimientos. Los emerretistas reestructuraron el frente nororiental, además de abrir dos nuevos frentes: el frente oriental y el frente central enviando subversivos a estos lugares, y explorando abrir un frente en el sur. El ejército pronto desarticularía el destacamento terrorista enviado al frente central.